# Katharina Rueprecht
Katharina Rueprecht (* 17. November 1943 in Vöcklabruck) ist eine österreichische Juristin, Autorin, Herausgeberin und Publizistin.

## Leben und Werk
Rueprecht studierte an der Universität Salzburg Jura, wo sie auch zum Dr. jur. promovierte. Über ihre Gerichtspraxis und ihre Tätigkeit in einer Rechtsanwaltskanzlei, gleichfalls in Salzburg, schrieb sie pseudonym jeweils ein Buch. 1987 eröffnete sie in Wien ihre eigene Kanzlei und ging 2009 in den Ruhestand. Seither engagiert sie sich weiterhin für Menschenrechte und veröffentlicht in Fach- und Publikumsmedien sowie weiteren Büchern.

## Bücher
- Katharina Zara (Pseudonym): Die Rechthaber – Aus der Männerwelt einer Anwaltskanzlei. (= Beck'sche Reihe. 353). C. H. Beck München 1988. (4. Auflage 1993, ISBN 3-406-32973-X)
- Katharina Zara (Pseudonym): Mein Kriminelles Tagebuch – Aufzeichnungen aus dem Gerichtsalltag. (= Beck'sche Reihe. 404). C. H. Beck, München 1990, ISBN 3-406-33996-4.
- Katharina Zara (Pseudonym): Die Geschworene – Eine wahre Geschichte von Mord, Intrige und Befreiung. (= Beck'sche Reihe. 1499). C. H. Beck, München 2002, ISBN 3-406-49403-X.[2]
  - Katharina Rueprecht: Die Geschworene – Eine wahre Geschichte von Mord, Intrige und Befreiung. 2., neu bearbeitete Auflage. o. O. 2021, ISBN 979-8-5254-0524-0.
- Katharina Rueprecht, Astrid Wagner: Geschworenenprozesse. (= Neue Juristische Monografien. Band 46). Neuer Wissenschaftlicher Verlag, Wien 2008, ISBN 978-3-7083-0499-1.
  - aktualisierte Neuauflage: Geschworenenprozesse – Glanz und Elend einer Institution. Edition Blickpunkte, Wien 2020, ISBN 979-8-6698-2500-3.
- Katharina Rueprecht, Bernd-Christian Funk: Staatsgewalt. Die Schattenseiten des Rechtsstaats. Molden Verlag (Styria), Wien / Graz / Klagenfurt 2012, ISBN 978-3-85485-309-1.
- Katharina Rueprecht (Hrsg.): Florian Flicker. Nahaufnahmen. Bibliothek der Provinz, Weitra o. J. (2018), ISBN 978-3-99028-668-5.
- Katharina Rueprecht: Fremdes Vaterland. Erinnerungen eines Kriegskindes. Mit 30 Zeichnungen von Alfredo Borgo. Bibliothek der Provinz, Weitra o. J. (2022), ISBN 978-3-99126-129-2.